# Hålkåsjaure
Hålkåsjaure (aktuell stavning Hålgåsjávrre) är en sjö i Arjeplogs kommun i Lappland och ingår i Piteälvens huvudavrinningsområde. Sjön har en area på 1,14 kvadratkilometer och ligger 469 meter över havet. Hålkåsjaure ligger i Tjeggelvas Natura 2000-område. Sjön avrinner genom vattendraget Hålkåsjåkkå till Silpikjaure.

## Delavrinningsområde
Hålkåsjaure ingår i det delavrinningsområde (739019-158745) som SMHI kallar för Utloppet av Hålkåsjaure. Medelhöjden är 494 meter över havet och ytan är 13,02 kvadratkilometer. Det finns ett avrinningsområde uppströms, och räknas det in blir den ackumulerade arean 25,47 kvadratkilometer. Hålkåsjåkkå som avvattnar avrinningsområdet har biflödesordning 3, vilket innebär att vattnet flödar genom totalt 3 vattendrag innan det når havet efter 266 kilometer. Avrinningsområdet består mestadels av skog (87 procent). Avrinningsområdet har 1,7 kvadratkilometer vattenytor vilket ger det en sjöprocent på 13,1 procent.